# Georges Brialou
Georges Brialou est un homme politique français né le 14 février 1833 à Lyon (Rhône) et décédé le 11 juillet 1897 à Créteil (Val-de-Marne).
Ouvrier tisseur, puis gazier à Lyon, il est député du Rhône de 1883 à 1885, siégeant à l'extrême gauche. Battu dans le Rhône en 1885, il est élu député de la Seine lors d'élections complémentaires en décembre 1885. Il est l'un des fondateurs du groupe ouvrier socialiste à la Chambre. 

## Source
- « Georges Brialou », dans Adolphe Robert et Gaston Cougny, Dictionnaire des parlementaires français, Edgar Bourloton, 1889-1891 [détail de l’édition]
- « Georges Brialou », dans le Dictionnaire des parlementaires français (1889-1940), sous la direction de Jean Jolly, PUF, 1960 [détail de l’édition]